# Minerva Könyvtár
Minerva Könyvtár – a Minerva Irodalmi és Nyomdai Műintézet Rt. kiadásában 1925 és 1928 között megjelenő könyvsorozat. Tavaszy Sándor és Rass Károly szerkesztésében összesen 15 száma látott napvilágot (13 kötet). Volt közöttük filozófiai tanulmány (Tavaszy Sándor: Apáczai Csere János személyisége és világnézete), társadalomlélektan (Varga Béla: A mai közszellem pszichológiája), pedagógia (Imre Lajos: A modern nevelési rendszerek kritikája; Gál Kelemen: A társadalmi közszellem hatása az iskolai nevelésre), történettudomány (Bíró Vencel: A mai közszellem erdélyi történelmünk ítélőszéke előtt), geológia (Tulogdy János: Erdély geológiája), természettudomány (Széll Kálmán: Az anyag szerkezete), nyelvészet (Császár Károly: A jelenkori nyelvújítás), irodalomtörténet (Dézsi Lajos: Erdélyi arcképek és képek; Kristóf György: Esztétikai becslésünk a mai közszellem hatása alatt). A kisebbségi közérzetet a modern társadalomtudományok összefüggésében vizsgáló tanulmányok mellett a szerkesztők beiktattak a sorozatba két szemelvényes szövegkiadást is: Hermányi Dienes József Emlékiratát, amelyet Kelemen Lajos rendezett sajtó alá, s Újfalvi Sándor Az erdélyi régebbi és közelebbi vadászatok c. művét, amelyhez az író életrajzát Gyalui Farkas írta meg. Ugyancsak ebben a sorozatban jelent meg Kristóf György "három jellemzés"-e: Vörösmarty rózsái, Madách emlékezete és Jókai lelke.